# Il treno dell'ultima notte
Il treno dell'ultima notte è un romanzo storico di Dacia Maraini, pubblicato da Rizzoli nell'aprile 2008.

## Trama
Nel 1956 Maria Amara Sironi è una donna tra i venti e i trent'anni, separata dal marito, che lavora come giornalista. Il direttore della rivista per cui scrive accetta la sua proposta di compiere un viaggio in Polonia per scrivere un reportage sulla situazione locale a dieci anni dalla conclusione della seconda guerra mondiale; il vero obiettivo di Amara è però di cercare informazioni sulla sorte del suo amico d'infanzia Emanuele Orenstein, di famiglia ebraica austro-italiana, scomparso durante la guerra e che in cuor suo spera ancora vivo.
Sul treno che dall'Austria la porta in Polonia attraverso la Cecoslovacchia condivide lo scompartimento con due uomini di mezza età: uno è uno slovacco che torna dalla sua famiglia a Kladno e che porta dei braccialetti di pelliccia perché soffre di reumatismi ai polsi, l'altro, che indossa un maglione con ricamate sopra delle gazzelle, è un viennese di origine polacca di nome Hans Wilkowski, che si reca dalla figlia incinta a Poznan. Dopo una visita al campo di sterminio di Auschwitz, Amara incontra di nuovo Hans a Cracovia ed entra in confidenza con lui, raccontandogli la sua segreta speranza.
Amara si stabilisce perciò in una pensione di Vienna per contattare gli Orenstein superstiti. Hans, che conosce l'italiano, si offre di assisterla come interprete. Il primo Orenstein che incontrano è il pittore Theodor, che sebbene spieghi di non essere parente né conoscente di Emanuele, trattiene i suoi visitatori per raccontare la sua storia: i suoi genitori volevano farlo fuggire in Svezia, ma la barca sulla quale si trovava naufragò e dovette raggiungere a nuoto l'isola di Bornholm, dove restò sino alla fine della guerra facendo il rammendatore di reti da pesca. I suoi famigliari invece furono deportati, e sua madre fu uccisa al momento della liberazione del campo da un soldato russo che la scambiò per una nazista. Anche la rilegatrice Elisabeth Orenstein si rivela non essere parente di Emanuele: essa aveva fatto in tempo a fuggire col padre prima in Olanda poi in Palestina, dalla quale era ritornata.
Alla pensione Amara riceve una lettera del marito che dice di sentirsi vicino alla morte e la prega di andare da lui: si reca quindi a Firenze per alcuni giorni. Il marito non le sembra molto provato ma non moribondo e considera l'idea di tornare assieme a lui, ma la cognata Susy cerca a dissuaderla; prima di prendere una decisione definitiva decide comunque di scoprire la sorte di Emanuele, pertanto torna a Vienna dopo aver fatto visita al padre, ricoverato in un ospizio gestito da suore.
Il successivo Orenstein della lista ha nome Peter: sebbene abbia concordato un appuntamento con Amara e Hans, prima non vuole riceverli, poi li fa accomodare in casa. Alla visione di una lettera di Emanuele, si scioglie in lacrime e ammette di essere la stessa persona che l'ha scritta; Amara però non riconosce in lui il suo amico d'infanzia, che poi caccia sgarbatamente i visitatori. Questi discutono dell'accaduto; Hans racconta allora la storia dei suoi genitori, e dice che suo padre abita a Budapest col suo intimo amico Ferenc. L'uomo legge poi su un quotidiano la notizia della scoperta di un nuovo archivio presso Auschwitz e suggerisce di recarsi sul posto per cercare di consultarne i documenti. La concessione del visto per la Polonia però va a rilento, perché entrambi sono da poco reduci da un viaggio oltre cortina e la cosa, nel clima della guerra fredda, genera sospetti. Nel frattempo si mettono alla ricerca di altre testimonianze e visitano una biblioteca di quartiere, nella quale Hans si mette a leggere un libro, scritto da un ungherese di nome Horváth, che racchiude testimonianze sull'assedio di Stalingrado, traducendone i brani ad Amara. Il bibliotecario, che li aveva accolti freddamente, rivela di essere l'autore del libro e racconta loro la sua storia: tornato in Ungheria a guerra finita, non avendo più nulla che lo trattenesse in patria decise di espatriare clandestinamente in Austria, paese d'origine della madre. Apprendendo che Hans e Amara intendono andare in Polonia, si offre di accompagnarli per facilitare il loro compito facendo valere il suo ruolo istituzionale.
Hans fa sì che l'itinerario del viaggio passi per Budapest, in modo da poter far visita a suo padre Tadeusz. Questi, assieme a Ferenc, ospita il figlio con Amara e Horváth. I tre si dovrebbero trattenere solo pochi giorni, ma nel frattempo esplode la rivolta antisovietica che li tiene bloccati per lungo tempo.
Ormai tramontata l'idea di proseguire per la Polonia, Hans e Amara cercano di tornare in Austria. All'Hotel Béke incontrano un uomo che si offre di procurare loro dei visti di espatrio, ma chiede in cambio una somma esorbitante di cui non dispongono. Horvath si ammala di polmonite ed è portato in ospedale, ma dopo pochi giorni è rimandato a casa perché l'ospedale si riempie di feriti a causa degli scontri di piazza. Anche Tadeusz viene colpito da una pallottola mentre si trova per strada e il figlio deve portarlo fino a casa sulle spalle.
Tadeusz non vuole andare in ospedale e preferisce chiamare a casa un suo amico medico, János Szabó, che constata che la pallottola è penetrata in profondità e non gli è possibile estrarla senza gli strumenti adatti. Muore qualche giorno dopo, mentre Horváth invece riesce a guarire. Tadeusz viene seppellito di nascosto in un boschetto innevato, senza cerimonie funebri, poco prima che Hans, Amara e Horváth riescano a ripartire per l'Austria.
Arrivati a Vienna, decidono di incontrare di nuovo Peter Orenstein per riprendere la lettera che Amara aveva lasciato a casa sua. Alla pensione dove alloggia,  Amara trova una lettera le annuncia la morte di suo padre. Assieme a Hans si reca poi nella casa che gli Orenstein possedevano a Vienna, dove adesso abitano il conte Schumacher e sua moglie Helga. Questa dice di aver avuto la casa dallo stato austriaco e di non aver conosciuto chi ci abitava prima, ma al contrario della moglie il conte Schumacher dice di aver conosciuto Emanuele e lo descrive come un ragazzo sensibile.
Amara passa il Natale con Hans e Horvath e a Capodanno s'incontra di nuovo con Peter Orenstein. Questi conferma di essere Emanuele: racconta che dal Ghetto di Łódź fu deportato a Dachau e che è come se fosse morto e risorto tante volte. Nel campo era stato sottoposto a torture e aveva fatto da cavia per esperimenti; finisce per dare uno schiaffo ad Amara, subito bloccato da Hans e Horváth che erano rimasti dietro la porta ad ascoltare; Peter allora li caccia immediatamente da casa sua.
Amara riceve una lettera da Susy che le comunica la morte di suo marito Luca Spiga. Hans le propone di sposarlo ma Amara è incapace di rispondere; decide di tornare a Firenze e finisce coll'apprendere del proprio licenziamento dalla rivista, perché ha perso l'occasione di scrivere dettagliatamente della rivolta ungherese facendosi passare davanti dagli inviati di altri periodici.

## Personaggi
- Maria Amara Sironi detta Amara: giornalista ventiseienne, separata dal marito, protagonista della storia.
- Emanuele Orenstein: l'amico d'infanzia di Amara, di due anni più vecchio. Suo padre, Karl Orenstein, possedeva un'industria di giocattoli a Firenze; sua madre, Thelma Fink, era un'ex attrice. Nel 1938, al momento dell'Anschluss, tornarono dall'Italia in Austria per esercitare una sorta di resistenza passiva. Dopo la seconda guerra mondiale si fa chiamare Peter. È sposato con Brunhilde (da cui è separato) e ha una figlia. Le angherie e gli esperimenti subiti durante la prigionia hanno fatto sì che a ventott'anni ne dimostri più di quaranta.
- L'uomo dai braccialetti di pelliccia: compagno di scompartimento cecoslovacco nel viaggio che vede il primo incontro di Hans e Amara.
- Hans Wilkowski detto anche l'Uomo delle gazzelle: viennese, di padre polacco cattolico e di madre ebrea (Hanna Paduk). Per vivere presta il suo braccio a donne orfane per accompagnarle all'altare nelle cerimonie di nozze. È un grande affabulatore e affascina Amara con i suoi racconti di storie, vere o inventate.
- Dorothea Morgan: vedova di un pilota della Luftwaffe deceduto nell'ultima guerra, gestisce la pensione Blumental nella quale Amara alloggia a Vienna.
- Luca Spiga: marito di Amara, di vent'anni più vecchio, di professione architetto. La moglie l'ha lasciato perché insofferente dei suoi continui tradimenti.
- Susanna Spiga detta Susy: sorella di Luca, madre nubile di un bambino malaticcio.
- Amintore Sironi: padre di Amara, di modeste condizioni economiche e di sentimenti antifascisti. È doppiamente diffidente verso gli Orenstein per via delle diverse condizioni sociali e delle origini religiose, ma senza astio. Sposa Stefania, la futura madre di Amara, dopo che è stata stuprata.
- Suor Adele: membro del personale dell'ospizio dove è accudito Amintore Sironi. Avverte per lettera Amara della morte del padre.
- Theodor Orenstein: pittore viennese di origine ebraica.
- Elisabeth Orensein: rilegatrice viennese di origine ebraica.
- Horváth. bibliotecario viennese, di padre ungherese e madre austriaca. Ha combattuto nella seconda guerra mondiale con l'esercito ungherese, partecipando all'Operazione Barbarossa.
- Tadeusz Wilkowski: padre di Hans.
- Ferenc Bruman: suonatore ungherese di violino, intimo amico e coinquilino del precedente.
- Janos Szábó: medico ungherese amico di Ferenc e Tadeusz.
- I conti Schumacher: nel 1956 sono i proprietari della casa dove gli Orenstein alloggiavano prima del conflitto.
- Brunhilde: moglie separata di Peter/Emanuele Orenstein.

## Edizioni
- Il treno dell'ultima notte, Collana La Scala, Milano, Rizzoli, aprile 2008, ISBN 978-88-17-02166-1. - Milano, Mondolibri, 2008.
- Il treno dell'ultima notte, Collana BUR Big, Milano, Rizzoli, 2009, ISBN 978-88-17-03262-9. - Collana Contemporanea, BUR-Rizzoli, 2012.
- Il treno dell'ultima notte, Milano, Superpocket, 2010.
- Il treno dell'ultima notte, Collana Le opere di Dacia Maraini n.3, Milano, 2010.